# Chlorogonium elongatum
Chlorogonium elongatum là một loài tảo trong họ Chlamydomonadaceae, thuộc chi Chlorogonium.